# Rolando Bugatti
Rolando Cesare Maria Bugatti (Dorlisheim, 23 agosto 1922 – Aix-en-Provence, 29 marzo 1977) è stato un imprenditore italiano, figlio di Ettore Bugatti.

## Biografia

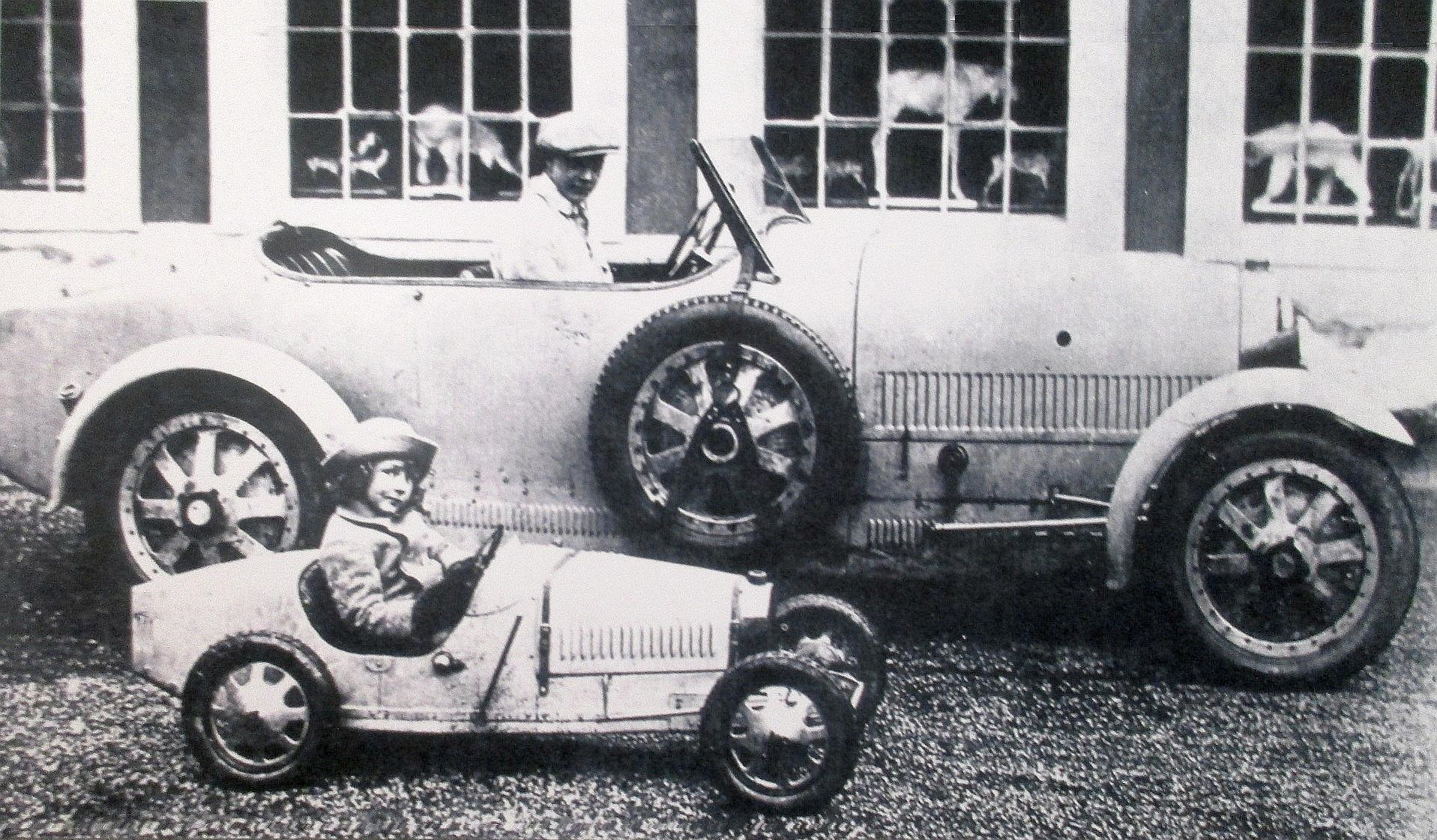
Rolando Bugatti bambino su una Bugatti Tipo 52 e dietro Jean su una Bugatti Tipo 43

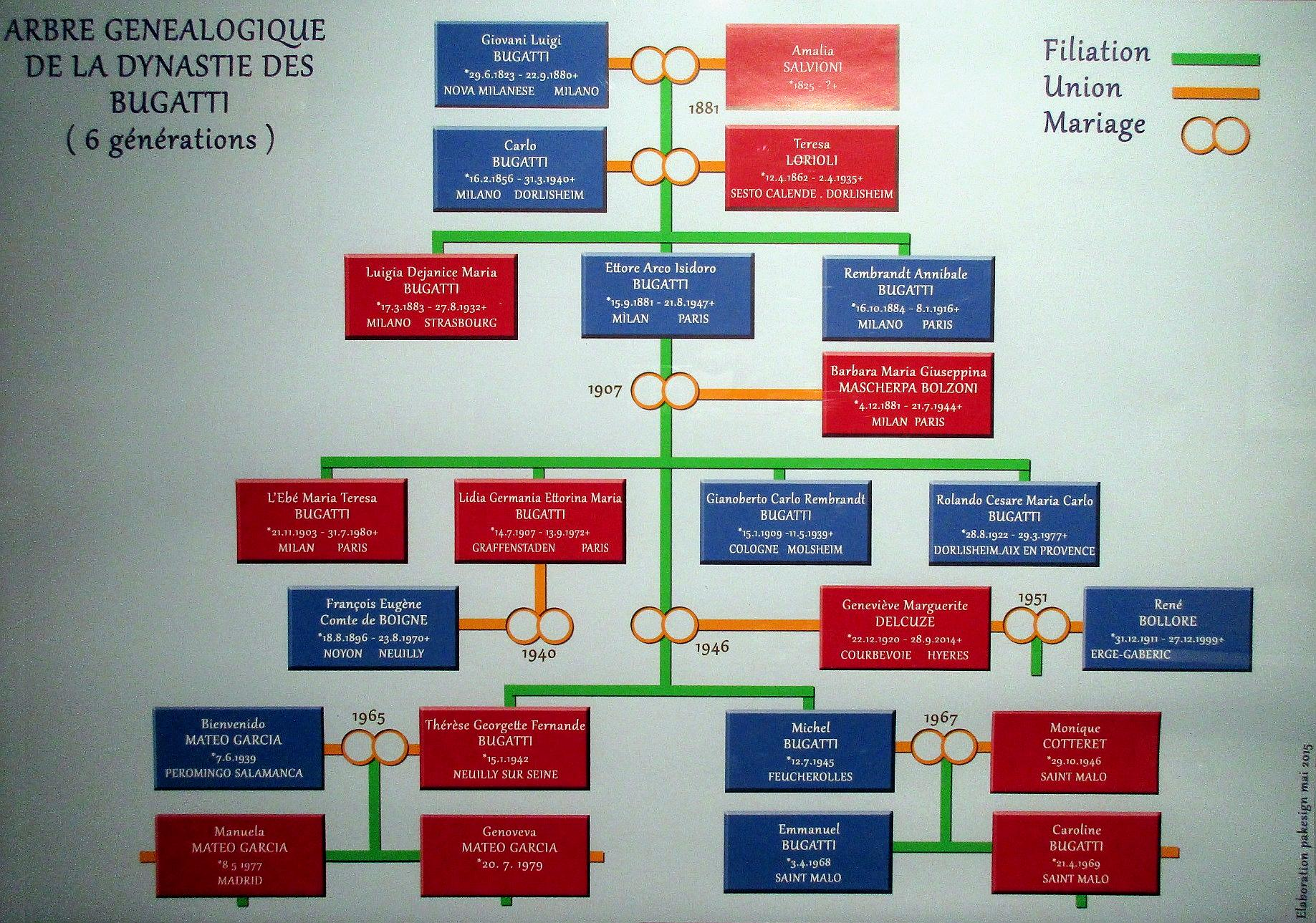
Albero genealogico della famiglia Bugatti

Rolando Bugatti, meglio conosciuto con il nome di Roland, era il quarto figlio di Ettore Bugatti e della sua prima moglie, Barbara Maria Giuseppina Mascherpa Bolzoni.
Nacque a Dorlisheim dove il padre Ettore aveva impiantato la sua fabbrica di automobili Bugatti.
Fratello minore del più noto Jean, Roland riprese la gestione della società alla morte del fratello nel 1939. Tuttavia vista la sua giovane età, 17 anni, il padre Ettore decise di ritornare a lavorare in azienda per meglio seguire la formazione del figlio. Durante il periodo bellico la società visse momenti difficili. Ettore morì nel 1947. Rolando assunse da solo la conduzione dell'azienda che si trovava in grave crisi. Benché dotato sia a livello meccanico che tecnico non riuscì a risollevare le sorti dell'azienda, venduta infine nel 1956.